# 罗贝尔-让·龙格

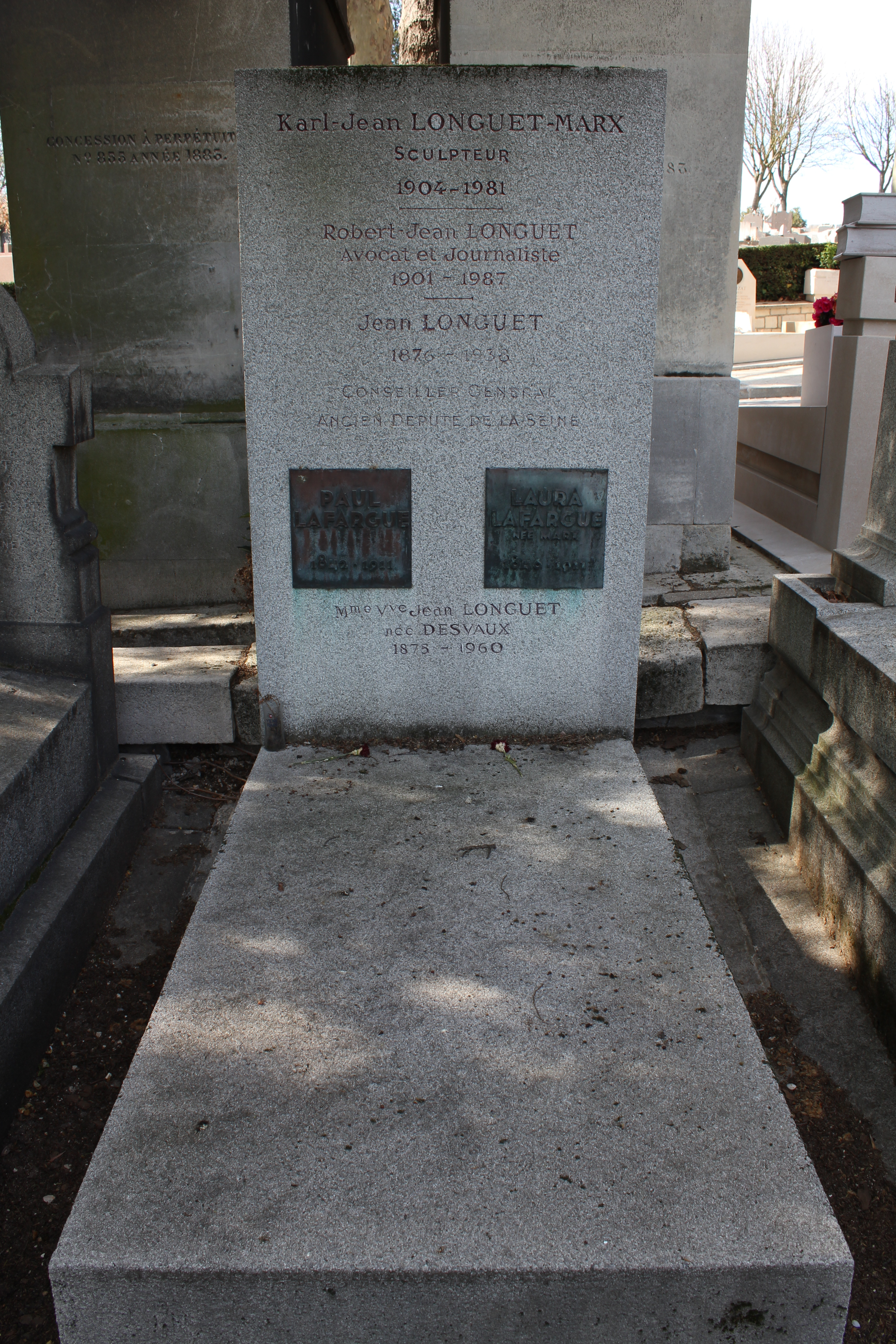
罗贝尔-让·龙格葬于拉雪兹神父公墓的龙格家族墓地。

罗贝尔-让·居斯塔夫·龙格（法語：Robert-Jean Gustave Longuet；1901年12月9日—1987年3月19日）是一位法国律师、记者和社会主义活动家。他是让·龙格的儿子，卡尔-让·龙格的哥哥，夏尔·龙格的孙子，以及卡尔·马克思的外曾孙。第二次世界大战期间，他是夏尔·戴高乐的支持者。他出生于巴黎第十区，也在巴黎逝世。他是工人国际法国支部的成员。